# Johann Gottfried Stecher
Johann Gottfried Stecher (* 17. Juli 1718 in Ehrenberg (Kriebstein); † 17. Dezember 1776 in Penig) war ein Tischler und Bildhauer.

## Leben
Johann Gottfried Stecher wurde als Sohn des Tischlers Christoph Stecher und dessen Frau Anna Elisabeth, geborene Pachtmann, geboren. Die Familie lebte danach kurz in Arnsdorf, Pappendorf und zog im Jahre 1736 nach Hainichen. Dort lebte der Tischler/Bildhauer, bis er im Herbst 1768 nach Penig zog, wo er am 17. Dezember 1776 starb.
In Hainichen hatte er mit seiner ersten Frau Beata Sibylle Zehl (Hochzeit 1739) zehn Kinder. Nach deren Tod heiratete der Bildhauer 1762 Johanna Dorothea Müller, eine Bildhauerstochter aus Frankenberg, mit der er in Hainichen weitere zwei und in Penig vier Kinder hatte.
Die überlebenden Söhne wurden sämtlich Bildhauer: Friedrich Gottlob (1750–1798) in Hainichen, Friedrich Ernst (* 1755) in Taucha, Friedrich Gottlieb (1756–1792) in Grimma, Christian Friedrich (1759–1787) in Oschatz, Karl Christoph (1765–1801) wiederum in Grimma und Friedrich August (1769–1809) wiederum in Oschatz. Von diesen Söhnen sind lediglich zwei Werke bekannt geworden – die Altäre in den Dorfkirchen zu Rüsseina und Kirchbach von dem in Hainichen lebenden Friedrich Gottlob Stecher.
Der in Arnsdorf bei Hainichen lebende ältere Bruder Johann Gottfried Stechers, Johann Christoph Stecher schuf 1755 den wenig gelungenen Altar für die Kirche zu Altmittweida, von dem das große Mittelrelief erhalten geblieben ist.

## Werke
Johann Gottfried Stecher schuf folgende bislang bekannt gewordene Werke: 
- 1744 Fassung und Vergoldung des Altars und des Orgelprospektes in Frankenberg (gemeinsam mit dem Maler Christian Friedrich Krafft; nicht erhalten)
- 1748/49 Kanzelaltar und Taufengel in der Dorfkirche Frankenstein (Taufengel im Stadt- und Bergbaumuseum Freiberg);
- 1752/53 Kanzel, Taufe und zwei Beichtstühle für St. Nikolai in Freiberg (Taufe seit 2005 in der Frauenkirche zu Dresden; die Beichtstühle nicht erhalten);
- 1753/55 Betstube für Johann Samuel Zincke, Johann Christian Lange und Johann Gottfried Ruppolt in der Stadtkirche Mittweida (Reste im Museum Mittweida erhalten);
- 1757/58 Altar und Betstube nach Entwürfen von Johann Gottlieb Ohndorff für St. Johannis in Freiberg (Reste im Stadt- und Bergbaumuseum erhalten);
- 1758/59 Orgelprospekt der Schöne-Orgel für die Stadtkirche in Hainichen (Orgelwerk zerstört, Prospekt in der Oberkirche St. Nikolai zu Cottbus);
- 1766/68 Kanzelaltar für die Dorfkirche zu Oberschöna;
- 1770/73 Altar, Kanzel und Lesepulttaufe für die Dorfkirche zu Seelitz;
- um 1770/75 lebensgroßes Kruzifix für St. Kunigunden zu Rochlitz (an der Chornordmauer).